# Mickaël Nanizayamo
Mickaël Ange Nanizayamo (* 8. Mai 1998 in Tours) ist ein französischer Fußballspieler.

## Karriere

### Verein
Nanizayamo begann seine Laufbahn in der Jugend des FC Tours. In der Saison 2015/16 wurde er in den Kader der zweiten Mannschaft befördert, für die er bis Saisonende neun Partien im fünftklassigen CFA 2 absolvierte. In der folgenden Spielzeit bestritt der Innenverteidiger sieben Ligaspiele für die Reserve des FC Tours. Zudem gab er am 20. September 2016 bei der 0:2-Niederlage gegen den FC Bourg-Péronnas sein Debüt für die erste Mannschaft in der zweitklassigen Ligue 2. Bis Saisonende kam er zu drei Einsätzen in der zweithöchsten französischen Spielklasse. In der nächsten Saison 2017/18 spielte er zwölfmal für die zweite Mannschaft in der zuvor in National 3 umbenannten fünften Liga. Außerdem wurde er im August 2017 einmal für das Profiteam eingesetzt, das schlussendlich in die National 1 abstieg. Im Sommer 2018 wechselte Nanizayamo in die Schweiz zum FC Lausanne-Sport. Bis Saisonende absolvierte er sieben Spiele für Lausanne in der zweitklassigen Challenge League sowie fünf Partien für die Nachwuchsauswahl des Kantons Waadt Team Vaud in der viertklassigen 1. Liga, wobei er ein Tor erzielte. In der folgenden Spielzeit 2019/20 kam er siebenmal für das Team Vaud in der 1. Liga zum Einsatz, bevor die Spielzeit wegen der COVID-19-Pandemie vorzeitig beendet wurde. Zudem bestritt er zehn Partien für Lausanne in der Challenge League und schoss dabei ein Tor. Die Mannschaft stieg schließlich als Tabellenerster in die Super League auf. Zur Saison 2020/21 rückte er fest in den Kader des FC Lausanne-Sport auf und kam bis Saisonende zu 19 Einsätzen in der höchsten Schweizer Spielklasse.
In der Saison 2021/22 absolvierte er bis zur Winterpause vier Partien in der Super League. Im Januar 2022 wurde er an den österreichischen Bundesligisten SCR Altach verliehen. Für Altach kam er bis zum Ende der Saison 2021/22 zu elf Einsätzen in der Bundesliga. Zur Saison 2022/23 kehrte er nach Lausanne zurück.

### Nationalmannschaft
Nanizayamo spielte im November 2017 einmal für die französische U-20-Auswahl.